# Erdmann Ludwig von Wülknitz
Erdmann Ludwig von Wülknitz (* 1701; † 1763) war ein königlich-preußischer Amtshauptmann für die Ämter Frankfurt und Lebus.

## Leben

### Herkunft und Familie
Von Wülcknitz entstammte dem alten, anhaltischen Adelsgeschlecht derer von Wülcknitz. Er war Sohn des anhaltischen Stallmeisters Friedrich Julius von Wülknitz und dessen Ehefrau Anne Marie Lemacon de la Fontaine, eine Flüchtige aus Frankreich. Ein Bruder war Friedrich Christoph von Wülknitz, ein hessischer Kammerjunker. Er heiratete am 24. August 1736 seine Cousine Auguste Friederike von Wülcknitz (* 1703) und bekam mit ihr mehrere Kinder, darunter: Augusta Friederika Henriette (* 1738), Leopold Friedrich (* 1740) und August Ludwig von Wülcknitz (* 1742).

### Karriere
Von Wülknitz wirkte als Amtshauptmann der Amtes Frankfurt. In Köthen diente er als Kammerjunker. Er war vom 25. Oktober 1758 bis zu seinem Tode am 2. Mai 1765 Komtur der Kommende Wietersheim. Am 1. Oktober 1764 wurde er zum Ritter des Johanniterorden geschlagen. Nach seinem Tode wurde die Komturei an Friedrich Wilhelm von Kleist übergeben.